# Нумерология
Нумерологията е вярата в религиозни, езотерични и мистични връзки между числата и бъдещето или характера на хората. Назовават я като „магията на числата“, като концепцията ѝ е близка до тази на астрологията и други паранауки от античността. Използва се за „прогнозиране на бъдещето посредством изготвяне на предсказания, основани на числата“.

## Методи

### Буквено-цифрови системи
Има различни нумерологични системи, които приписват числова стойност на буквите от азбуката. Примерите включват цифрите Абджад на арабски език, еврейски цифри, арменски цифри и гръцки цифри. Практиката в рамките на еврейската традиция за приписване на мистично значение на думите въз основа на техните числови стойности и на връзки между думи с еднаква стойност е известна като гематрия.
В нумерологията се използват и мандейски числа като съчетания на букви от мандейската азбука (на мандейски: gmaṭ aria). Книгата на зодиака е важен мандейски текст по нумерология.

### Метод на Питагор
Основните принципи на настоящата версия на западната нумерология са разработени през VI век пр. н.е. от древногръцкия философ и математик Питагор, който съчетава математическите системи на арабите, друидите, финикийците и египтяните с науките за човешката природа.[1]
Питагор пътувал много през Египет, Халдея и други страни и след завръщането си основал специално философско общество в Южна Италия. В това общество или питагорейската школа се изучавали науките, особено аритметиката, геометрията и астрономията, и били направени важни открития. Питагор открива, че четирите музикални интервала, известни по онова време, могат да бъдат изразени в съотношение 1 към 4. Ако четири ноти могат да бъдат изразени с числа, смята Питагор, тогава може би всичко, което съществува, също може да бъде изразено с числа.
В метода на Питагор (който използва един вид място-стойност за приписване на числа и букви, както и древните еврейски и гръцки системи), на буквите от съвременната латинска азбука се приписват цифрови стойности от 1 до 9.

### Метод на Агрипа
Хайнрих Корнелий Агрипа прилага концепцията за аритмантика към класическата латинска азбука през XVI век в Три книги на окултната философия. Той картографира буквите по следния начин (в съответствие със стойността на латинската азбука по това време):
| 1   | 2   | 3   | 4   | 5   | 6   | 7   | 8   | 9   |
| --- | --- | --- | --- | --- | --- | --- | --- | --- |
| A   | B   | C   | D   | E   | F   | G   | H   | I   |
| 10  | 20  | 30  | 40  | 50  | 60  | 70  | 80  | 90  |
| K   | L   | M   | N   | O   | P   | Q   | R   | S   |
| 100 | 200 | 300 | 400 | 500 | 600 | 700 | 800 | 900 |
| T   | V   | X   | Y   | Z   | I   | V   | HI  | HV  |

1. ↑  При представяне на звука u, както в Ulysses
2. ↑  При представяне на звука j, както в John
3. ↑  При представяне на звука v, както в Valentine
4. ↑  При представяне на звука j, както в Jerome
5. ↑  При представяне на звука w, както в Wilhelm

Забележка: Буквите U, J и W често не са били считани за част от латинската азбука по това време.

### Ангелски числа
Числата на ангелите, както са определени от Дорийн Върчу и Линет Браун през 2004 г., са числа, състоящи се от повтарящи се цифри, като 111 или 444. От 2023 г. редица популярни медийни публикации са публикували статии, в които се предполага, че тези числа имат нумерологично значение. Оттогава Дорийн Върчу се отрича от концепцията за ангелските числа в интервю от 2024 г. за The Cut (Ню Йорк), заявявайки: „Това е боклук. Съжалявам за това и съжалявам, че ги направих“.

### Намаляване на числата до цифри
Разработени са различни системи за редуциране на големи числа в елементарни. Най-простият и популярен метод за получаване на тези цифри от числа е да се съберат всички цифри на числото, след което, ако се получи 10 или повече, да се съберат и тези цифри. Този процес продължава, докато не се получи елементарно число от 1 до 9 (в някои версии на нумерологичните изчисления двуцифрените числа 11 и 22, наричани още доминиращи, не се свеждат до едноцифрени числа). На такъв „анализ“ могат да бъдат подложени всякакви числа: дата на раждане, телефонен номер, номер на апартамент и т.н. Математически тази процедура е еквивалентна на замяна на първоначалното число с неговия остатък от целочислено деление на 9.
От нумерологична гледна точка времето се движи в безкрайно повтарящи се цикли от 1 до 9. В рамките на векове и десетилетия всяка нова година носи със себе си ново число. Дните и месеците в рамките на една година също могат да бъдат разделени на цикли.

## Нумерологични описания на числата
- 0 — нищо.
- 1 — единица – основа на броене.
- 2 — двустранна симетрия на организмите, дихотомия на много номенклатури.
- 3 — триизмерност на материалния свят, 3 опорни точки за стабилно равновесие, трикомпонентна теория на цветното зрение.
- 4 — 4 елемента от древния свят (Средиземноморие, Гърция), 4 темперамента, 4 вкуса
- 5 — тясно свързано с петте пръста на ръката – източната пентатоника, както и в цивилизациите на Древния Изток – 5 вкуса, 5 цвята, 5 елемента; пентаграм.
- 6 — шест лица на пчелна пита, цветя с шест венчелистчета, хексаграм от два триъгълника.
- 7 — (?) – 7 метала от древността, 7 „планети“ от древността (наблюдавани с просто око, включително Слънцето и Луната), 7 ноти, 7 цвята на дъгата на Нютон.
- 8 — знакът за безкрайност (∞), завъртян на 90°.
- 10 — основата на десетичната бройна система.
- 11 — в нумерологията – симетрично и индивидуално две.
- 12 — дузина – първото число с много делители (2, 3, 4, 6), 12 месеца от годината, 12 знака на зодиака, 12 часа на циферблата, 12 части от храма на Соломон, 12*5: основата на шейсетичната бройна система.
- 13 — дяволска дузина – близо до дузина, но неделимо нацяло.
- 21 — Точка (игра).

### Лични числа
Наричат се още рождени числа и числа на живота, защото се получават от рождената дата. Събират се всички цифри, които се съдържат в датата на раждане. Ако се получи число, по-голямо от 9, сумират се неговите цифри до като се получи число, не по-голямо от 9. Това е защото, в нумерологията базовите числа са само 9. Например: 26.05.1955 година. Събират се: 2+6+0+5+1+9+5+5=33. Сумата е по-голяма от 9, затова се събират 3+3=6. Личното число на всички хора, родени на тази дата, е 6.
Личните числа определят следните описания на хората:
- 1 — сила, честолюбие, активност, слава. Ще имат успехи в живота, ако се придържат към праволинейно поведение и избягвате конфликтите.
- 2 — уравновесеност, избягване на конфликти. Недостатък е, че проявяват прекалено внимание към непознати, а пренебрегват близките си. За да успеят, ще трябва да приемат живота такъв, какъвто е. При справянето им с трудни ситуации, успех ще им носи присъствието на приятел.
- 3 — остър ум, способност бързо да се усвояват знания, също и склонност да манипулират другите хора. Вярват в силите си, но винаги търсят и успяват да намерят лесните начини. Рядко се замислят за бъдещето си.
- 4 — трудолюбие и уравновесеност. Преследват и достигат целите си бавно, но сигурно избягвайки риска. На тях може да се разчита. Постигат целите си винаги сами.
- 5 — позитивизъм, приключения, рискове. Лесно учи чужди езици. Талант в намирането на лесен и бърз изход от трудни ситуации. Непрекъснато прави планове за далечното бъдеще, без да се замисля за днешния и утрешния ден.
- 6 — живот и прогрес. Изпълняват перфектно всичко, с което се захванат и то не толкова заради парите, а по-скоро заради прозрението, което ще получат.
- 7 — тайнство, което съчетава мистерията със знанието. Романтични натури със силно развита интуиция. Хора на изкуството, философи, поети. Често страдат от депресия. Обичат да са сами. Могат да постигнат сериозни успехи. Изключително интелигентни.
- 8 — смелост, бизнес успехи, силна воля, силен характер. Техните планове никога не остават напразни мечти, винаги ги изпълняват. Тези хора стават обикновено политици, бизнесмени или военни. Обкръжават се от приятели само от тяхното социално положение.
- 9 — интелект и творчество. Свързани са винаги с изкуството по един или друг начин. Разнообразни интереси. Ако успеят да разберат какво точно ги влече и да следват желанията си, ще жънат успехи. В областта на творчеството те са им гарантирани.

## Примери
От българската история най-известен е примерът с широко разпространяваното в навечерието на Априлското въстание популярно тълкуване на буквеното изписване на годината 1876, което означавало „ТУРЦІА КЕ ПАДНЕ“. Това отразил и Иван Вазов в романа си „Под игото“:
| „ | Скоро там се източиха няколко редове от черковни букви и арабски цифри, правилно размесени в следующия вид: ТУРЦІА КЕ ПАДНЕ ... Тия черковни слова, четени като букви, казваха: ТУРЦІА КЕ ПАДНЕ; броени и събрани като цифри, изкарваха съдбоносната година 1876! | “ |

Сборът от числата на буквите в словосъчетанието бил:
Т (=300) У (=400) Р (=100) Ц (=900) I (=10) А (=1)
К (=20) Е (=5)
П (=80) А (=1) Д (=4) Н (=50) Е (=5)
През 1876 г. нито Турция паднала, нито България се освободила от игото, но започналият исторически процес по освобождение на България дал плодовете си през 1878 г.